# Edisons 2009
De Edisons 2009 werden uitgereikt op 22 maart 2009 in het Beurs-WTC gebouw in Rotterdam. De nominaties waren op 19 februari al bekendgemaakt.
Na twee jaar afwezigheid keerden de Edisons in de pop-categorieën in 2009 weer terug, vanaf nu weer onder de naam Edisons. Een van de twee verschillen vergeleken met de periode van voor 2006 was dat de prijzen weer werden toegekend door een compacte vakjury, in plaats van door een grote groep mensen (in sommige jaren wel 500) uit de entertainmentbranche. De jury stond onder leiding van Leo Blokhuis. Het andere verschil was dat de Edisons voor buitenlandse artiesten en producties waren afgeschaft. Vanaf nu werden alleen nog maar Nederlandse platen onderscheiden.
Voor het eerst werd er dit jaar een Edison uitgereikt in de comedy-categorie.
Tegelijkertijd met de uitreiking vond in Rotterdam het eerste Edison Pop Festival plaats, waarbij op drie locaties (WATT, Off Corso en de Thalia Lounge) verschillende artiesten en bands optraden. Onder hen waren de 3J's, Grad Damen, Marike Jager, a balladeer en Sabrina Starke.

## Winnaars
- Zangeres: Ilse DeLange voor Incredible
  - Overige genomineerden: Marike Jager en Anouk
- Zanger: Alain Clark voor Live It Out
  - Overige genomineerden: Armin van Buuren en Jan Smit
- Nieuwkomer: Sabrina Starke voor Yellow Brick Road
  - Overige genomineerden: Nikki en Giovanca
- Groep: BLØF voor Oktober
  - Overige genomineerden: De Dijk en De Jeugd van Tegenwoordig
- Kleinkunst/Luisterlied: Alex Roeka voor Beet van Liefde
  - Overige genomineerden: Theo Nijland en Wende Snijders
- Comedy: Ronald Goedemondt voor Ze Bestaan Echt
  - Overige genomineerden: Najib Amhali en de Ashton Brothers
- Beste song: Marco Borsato voor Dochters (Publieksprijs)
- Beste album: Marco Borsato voor Wit Licht (Publieksprijs)
- Klassiek: Ralph Rousseau en het Matangi Kwartet (Publieksprijs)[1]

In de categorieën voor Beste song en Beste album werden per categorie vijftien titels genomineerd. Het publiek kon online stemmen voor de favoriete song en album.